# Fuerza de seguridad
Las fuerzas de seguridad, conocidas genéricamente por una amplia variedad de nombres como: fuerzas del orden, organismos de seguridad del estado, agencias del orden público, fuerzas y cuerpos de seguridad, agencias de policía, agencias de aplicación de la ley, organismos encargados de hacer cumplir las leyes o agencias encargadas de velar por el cumplimiento de la ley (denominadas en inglés de forma delimitada como: Law Enforcement Agency, o por sus siglas: LEA), es cualquier agencia gubernamental responsable de hacer cumplir las leyes.
Fuera de Norteamérica tales organizaciones suelen denominarse servicios policiales, cuerpos de policía o policía. En Norteamérica algunos de estos servicios son designados como policía, otros son conocidos como departamentos u oficina del sheriff, mientras que los servicios de investigación policial en Estados Unidos a menudo son denominados con el nombre de oficinas, como por ejemplo la Oficina Federal de Investigación (FBI).

## Jurisdicción

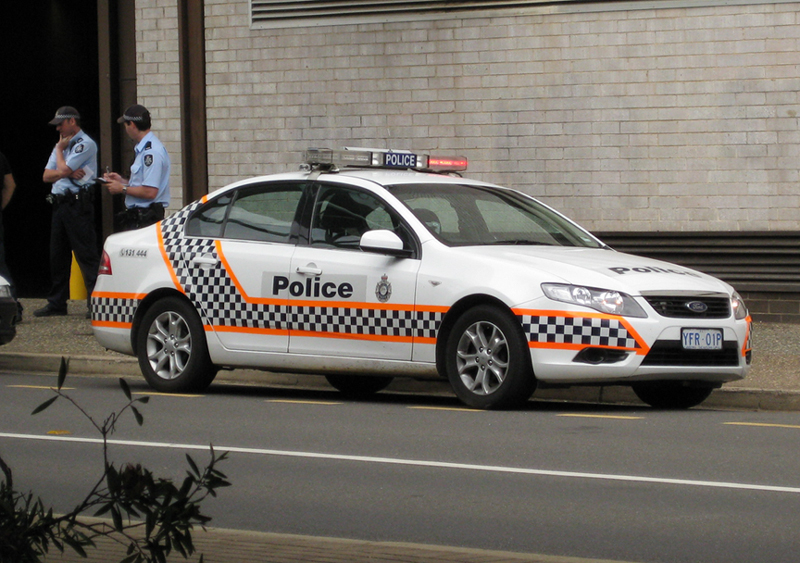
Un agente de policía y un vehículo policial son rasgos distintivos de una agencia de policía local (local law enforcement agency).

Se dice que las LEAs poseen la capacidad de aplicar sus potestades cuando actúan dentro de una jurisdicción, aunque con ciertas limitaciones. 

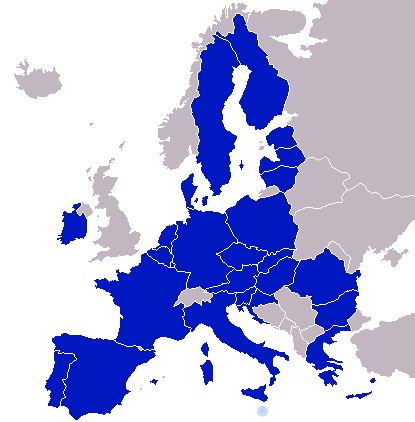
Poderes no ejecutivos de cobertura jurisdiccional de Europol

 Las LEAs están circunscritas por restricciones geográficas a la hora de desempeñar sus funciones. Existen LEAs que pueden ejercer su autoridad dentro de un país entero, como por ejemplo, la Oficina de Alcohol, Tabaco, Armas de Fuego y Explosivos (ATF) o su Administración Antidrogas (DEA), ambas en Estados Unidos; o dentro de la división de un país, como la Policía estatal de Queensland en Australia; o sobre un conjunto de países y, dichas LEAs son organizaciones internacionales como Interpol, o Europol de la Unión Europea.
Las LEAs que operan en un número de países tienden a ayudar en las actividades relacionadas con la aplicación de la ley, en lugar de hacer cumplir operacionalmente las leyes, facilitando el intercambio necesario de la información para el cumplimiento de la ley entre las LEAs dentro de esos países, como por ejemplo Europol, que no tiene poderes ejecutivos.
A veces la jurisdicción de una LEA está determinada por la complejidad o gravedad del incumplimiento de una ley. Algunos países concretan la jurisdicción en estas circunstancias por mediación de políticas y asignación de recursos entre las agencias. Por ejemplo, en Australia la Policía Federal Australiana se encarga de asuntos graves y complejos, los cuales le son remitidos a ella por una agencia,  y esta última agencia se encargaría de realizar sus propias investigaciones sobre asuntos menos arduos y complicados por consenso. En cambio, otros países tienen leyes que decretan la jurisdicción, como en Estados Unidos, en donde algunos asuntos están obligados por ley a ser remitidos a otras agencias si son de cierto nivel de gravedad o complejidad. Por ejemplo, en Estados Unidos el secuestro estatal transfronterizo se eleva a la Oficina Federal de Investigación (FBI). La diferenciación existente entre las jurisdicciones basadas en la gravedad y en la complejidad debida a una infracción, ya sea por ley, por política o por consenso, puede coexistir en los países.
Una LEA que posea un extenso ámbito de autoridad, pero cuya capacidad está restringida geográficamente, generalmente a un área que es solo una parte de un país, se les conoce normalmente como policía local o policía territorial. Otras LEAs tienen una jurisdicción condicionada por el tipo de leyes que hacen cumplir o ayudan a que se cumplan. Por ejemplo, la Interpol no trabaja con asuntos políticos, militares, religiosos o raciales.

### Organización y estructura
Jurisdiccionalmente, puede haber una diferencia importante entre las LEAs internacionales y las LEAs multinacionales, aunque a menudo ambas se denominan "internacionales", incluso en documentos oficiales. Una LEA internacional tiene jurisdicción u opera en varios países y a través de fronteras estatales, como Interpol. 
Una LEA multinacional, normalmente, opera en un solo país, o en una división de un país, pero está compuesta por personal de varios países, como la Misión Policial de la Unión Europea en Bosnia y Herzegovina. Las LEAs internacionales suelen ser también multinacionales, como Interpol,  pero las LEAs multinacionales no suelen ser internacionales.
Dentro de un país, la jurisdicción de las LEAs se pueden organizar y estructurar de varias formas para garantizar el pleno cumplimiento de la ley en todo el país. La jurisdicción de una LEA puede ser para todo el país o para una división o subdivisión dentro del país.

#### Demarcaciones territoriales
La jurisdicción de una LEA, cuanto se trata de la división dentro de un país, generalmente puede estar a más de un nivel, por ejemplo, a nivel de división; es decir, a nivel estatal, provincial o territorial, y también a nivel de subdivisión; como los condados, o niveles para zonas municipales o áreas metropolitanas. En Australia cada estado tiene sus propias LEAs. Y en Estados Unidos cada estado, ciudad o condado tiene igualmente sus propias LEAs.
Como resultado, debido a que tanto Australia como Estados Unidos son federaciones y tienen LEA federales, Australia tiene dos niveles fuerzas del orden y Estados Unidos tiene múltiples niveles de fuerzas policiales; como Federal, Tribal, Estatal, de Condado, de Ciudad, de Municipio, Pueblo, de Jurisdicción especial y otras más.

#### Áreas operacionales
A menudo la jurisdicción de una LEA se divide geográficamente en áreas operacionales por razones de eficiencia administrativa y logística. Un área operacional a menudo se denomina comando  u oficina.
Si bien el área operacional de una LEA a veces es denominada jurisdicción, cualquier área operacional de una LEA aún dispone de jurisdicción legal en todas las áreas geográficas en donde opera, pero por política y consenso normalmente el área operacional no opera en otras áreas operacionales geográficas de la LEA. Por ejemplo, desde 2019 la policía territorial o de fronteras de la Policía Metropolitana del Reino Unido se ha dividido en 12 Unidades de Comando Básico, cada una de las cuales consta de dos, tres o cuatro de los boroughs de Londres, y el Departamento de Policía de la Ciudad de Nueva York está dividido en 77 precintos.
A veces una jurisdicción legal está cubierta por más de una LEA, nuevamente por razones de eficiencia administrativa y logística, o por razones políticas o históricas. Por ejemplo, el área de jurisdicción de la ley Inglesa y Galesa está cubierta por una serie de LEAs llamadas policías, cada una de las cuales tiene jurisdicción legal sobre toda el área cubierta por la ley Inglesa y Galesa, pero normalmente no operan fuera de sus áreas sin enlace formal entre ellas.
La principal diferencia entre las agencias separadas y las áreas operacionales dentro de una jurisdicción legal es el grado de flexibilidad para trasladar recursos entre y dentro de las agencias. Cuando varias LEAs cubren una jurisdicción legal cada agencia todavía se organiza por regla general en áreas de operaciones.
En Estados Unidos, dentro de la jurisdicción legal de un estado, las agencias policiales de condados y de ciudades no tienen flexibilidad jurisdiccional legal completa en todo el estado, y esto ha llevado en parte a fusiones con agencias policiales adyacentes.

#### Federales y nacionales
Cuando la jurisdicción de una LEA abarca todo un país, generalmente es una LEA de los dos siguientes niveles extensos, ya sea federal o nacional.

#### Responsabilidades federales
Cuando el país tiene una constitución federal a las LEAs de todo el país se las conoce como agencias federales de policía.
Las responsabilidades de una LEA federal varían de un país a otro. Las responsabilidades de la LEA federal suelen ser contrarrestar el fraude contra la federación, inmigración y control fronterizo de personas y bienes, investigación de falsificación de monedas, vigilancia de aeropuertos y protección de la infraestructura nacional designada, seguridad nacional y protección del jefe de Estado del país, así como de otras personas importantes, como por ejemplo el Servicio de Protección de la Policía Federal Australiana, o la Misión de Protección que ejerce el Servicio Secreto de Estados Unidos  y el Servicio de Seguridad Diplomática del Departamento de Estado de Estados Unidos.
Una agencia federal de policía es una LEA estatal a la que también le competen las responsabilidades policiales habituales de orden social y seguridad pública, así como responsabilidades federales de policía. Sin embargo, una agencia federal de policía normalmente no ejercería sus poderes a nivel de división. Tal ejercicio de poderes suelen ser arreglos específicos entre los órganos de gobierno federales y divisionales.
Ejemplos de agencias federales de policía son la Policía Federal Argentina, la Policía Federal Australiana, la Policía Federal de Brasil, la Bundespolizei de Alemania, la Real Policía Montada de Canadá, el Servicio de Seguridad del Estado de Nigeria, la Policía de ParquesOficina Federal de Investigación, y Servicio Secreto de los Estados Unidos.
Un enfoque federado de la organización de un país no indica necesariamente la naturaleza de la organización de los organismos policía asentados dentro del país. Algunos países, por ejemplo, Austria y Bélgica, tienen un enfoque relativamente unificado para las cuestiones policiales, pero aún tienen unidades operativamente separadas para la policía federal y la policía divisional. Estados Unidos tiene un enfoque muy fracturado de las fuerzas del orden en general, y esto se refleja en sus agencias federales de policía.

#### Relación entre divisiones federales y federadas
En una federación normalmente habrá LEAs separadas con jurisdicciones para cada división dentro de la federación. Una LEA federal tendrá la responsabilidad principal de las leyes que afectan a la federación en su conjunto y que han sido promulgadas por el órgano rector de la federación.
Los miembros de una LEA federal pueden tener jurisdicción dentro de una división de una federación para las leyes promulgadas por los órganos rectores de las divisiones, ya sea por la división pertinente dentro de la federación o por el órgano rector de la federación. Por ejemplo, la Policía Federal Australiana es una agencia federal y tiene el poder legal de hacer cumplir las leyes promulgadas por cualquier estado australiano, pero generalmente solo hará cumplir la ley estatal si existe algún aspecto federal a investigar.
Por lo general las LEAs federales tienen responsabilidades policiales relativamente limitadas, algunas veces las divisiones individuales dentro de la federación establecen sus propias agencias policiales para hacer cumplir las leyes dentro de la división. Sin embargo, en algunos países, las agencias federales tienen jurisdicción en divisiones de la federación.
Esto suele suceder cuando la división no tiene su propio estatus independiente y depende de la federación. Por ejemplo, la Policía Federal Australiana es la agencia policial con jurisdicción en los territorios dependientes de Australia, el Territorio de Jervis Bay, las Islas Cocos, el Territorio Antártico y la Isla Christmas. De manera similar, la Real Policía Montada de Canadá es una agencia federal y es la única agencia de policía para los tres territorios de Canadá, los Territorios del Noroeste, Nunavut y Yukón.
Esta es una responsabilidad jurisdiccional directa y es diferente de la situación en la que un órgano rector hace arreglos con la LEA de otro órgano rector para proporcionar servicios policiales a sus sujetos. Este último tipo de arreglo se describe en el Establecimiento y en la constitución de los organismos policiales.
En las políticas federales las acciones que violan las leyes en múltiples divisiones geográficas dentro de la federación se elevan a una LEA federal. En otros casos se escalan delitos específicos considerados graves. Por ejemplo, en Estados Unidos el FBI tiene la responsabilidad de investigar todos los casos de secuestro (independientemente de si se trata de cruzar las fronteras estatales).
En Australia los estados se comunican directamente entre sí cuando el incumplimiento de las leyes traspasa las fronteras estatales. Algunos países brindan servicios policiales en terrenos y edificios que son propiedad de la federación o están bajo su control mediante el uso de una LEA federal; por ejemplo, el Departamento de Seguridad Nacional de Estados Unidos es responsable de algunos aspectos de la seguridad en el ámbito de la propiedad federal.
Otros países, como Australia, ofrecen sus servicios policiales para la el ámbito de la propiedad federal a través de las LEAs federales y las LEAs para la división de la federación en la que se encuentra la propiedad.
Generalmente las LEAs que trabajan en diferentes jurisdicciones y que se solapan en temas en los que mantienen parcialidades de juicio en cuanto al incumplimiento de ciertas leyes suelen establecer activamente mecanismos de cooperación, operaciones conjuntas y grupos de trabajo conjuntos. A menudo los miembros de una LEA que trabajan fuera de su jurisdicción normal en operaciones conjuntas o grupos de trabajo prestan juramento como miembros especiales de la jurisdicción anfitriona.